# إدوارد هاريسون تايلور
إدوارد هاريسون تايلور (بالإنجليزية: Edward Harrison Taylor)‏ هو عالم حيوانات أمريكي، ولد في 23 أبريل 1889 في مايسفيل في الولايات المتحدة، وتوفي في 16 يونيو 1978 في لورانس في الولايات المتحدة.